# Рудський ключ
Рудський ключ (волость) — група населених пунктів у складі Рудської губернії. На чолі стояв ключовий економ. По даних коморника Людвіка Кройца, мав в 1765 році 511 волок.
Стан на 1783 рік:

## села
- Бродятин
- Великорита
- Гвозниця
- Заболоття
- Кривоверба
- Луке
- Масевичі
- Радеж
- Черняни